# Две свећице по цилиндру
Две свећице по цилиндру или Twin Spark је концепт у коме се у цилиндарске главе мотора уграђује по две свећице, односно поред централне поседује још и периферну. Код овог система паљење се врши на два места, што омогућава ефикасније сагоревање, мању потрошњу и чистије издувне гасове.

## Особине
Скоро сви ото мотори имају једну свећицу по цилиндру, а веома мали број произвођача практикује Twin Spark систем. Осим Алфа Ромеа, који деценијама практикује овај концепт, само су Мерцедес, Порше и Хонда опробали овај сиситем у својим моторима. Главни разлог избегавања уградње две свећице лежи у повећаној комплексности главе цилиндра. Изузетно је тешко сместити четири цилиндра и две свећице у малу зону главе цилиндра. Мерцедесови мотори су тровентилске, а Поршеови двовентилске израде, и као такви не пате од овог проблема.
Техника са две свећице по цилиндру у садејству са електроником омогућава бољу контролу паљења и секвенцијално паљење, које показује своје предности на тестовима развојних лабораторија. Хонда је 2002. године у модел под називом Фит (за европско тржиште се зове Џез), опремила и мотором са напредним системом двоструког и секвенцијалног паљења i-DSI. Четвороцилиндрични бензинац овог система од 1300 кубика, поседује две свећице по цилиндру које се активирају различитим редоследом. Време скока варнице свећица се усклађује са тренутним бројем обртаја и оптерећењем мотора. Овако напредна регулација паљења пружа интензивно сагоревање на свим режимима рада. Способност превенције од детонантног сагоревања која одликује поменути сиситем, дозвољава примену знатно већег степена сабијања и подиже ефикасност генерисања снаге. Тако овај мотор постиже максималних 86 коњских снага (63 kW) на 5700 о/min и 119 Nm на 2800 о/min и у комбинацији са Multimatik S трансмисијом (CVT типа) за погон возила просечно троши свега 4,3 литре бензина на 100 км.